# Berehomet
Berehomet (ukrainisch Берегомет; deutsch Berhometh [am Sereth]; russisch Берегомет Beregomet, rumänisch Berhomete pe Siret) ist eine Siedlung städtischen Typs in der ukrainischen Oblast Tscherniwzi. Sie liegt südlich der Stadt Wyschnyzja am Sereth, etwa 47 km südwestlich von Czernowitz in der nördlichen Bukowina.

## Geschichte

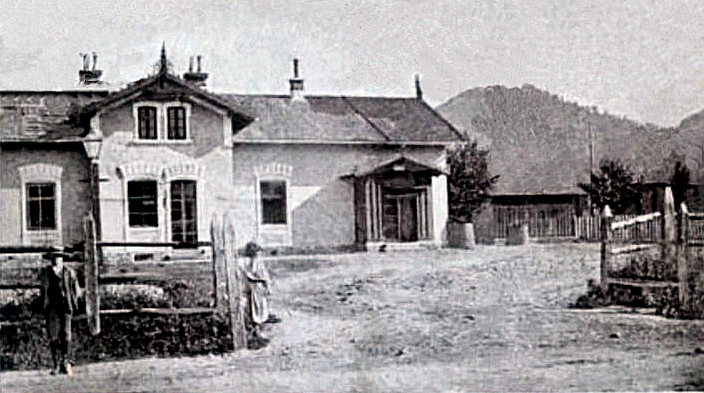
Bahnhof von Berhometh nach 1886

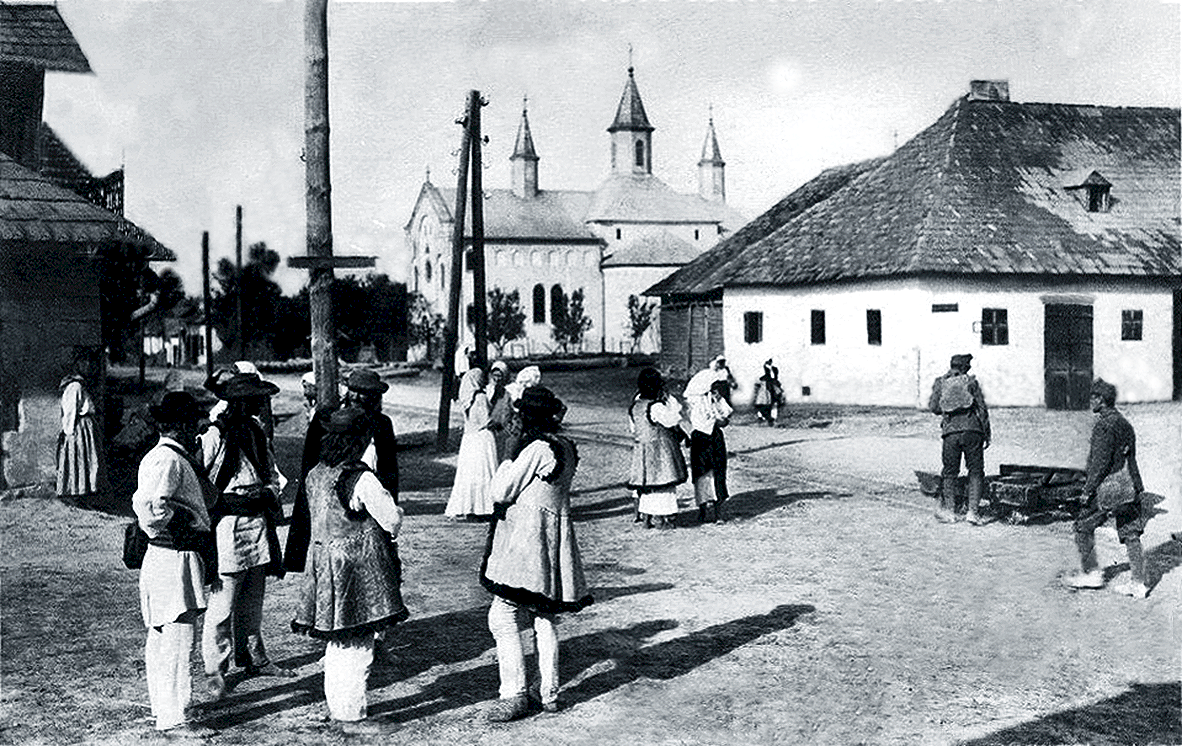
Berhometh z. Zt. der Elektrifizierung um 1890

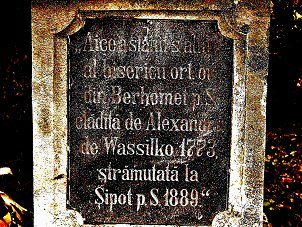
Gedenkstein für die Kirche in Berhometh

Die Siedlung wurde im 17. Jahrhundert zum ersten Mal schriftlich erwähnt und gehörte bis 1775 zum Fürstentum Moldau.
Nachdem die Bukowina gegen Ende des Russisch-Osmanischen Kriegs (1768–1774) 1774 vom neutralen Österreich besetzt worden war, wurde dies 1775 im Frieden von Küçük Kaynarca bestätigt, offiziell als Dank für Österreichs „Vermittlerdienste“ zwischen den Kriegsgegnern. Dadurch war Berhometh ein Teil Österreichs zuerst im Königreich Galizien und Lodomerien, ab 1849 im neu gegründeten Kronland Herzogtum Bukowina.
Am 30. November 1886 wurde der Ort durch den Bau der Lokalbahn Hliboka–Berhometh am Sereth (im Besitz der Bukowinaer Lokalbahnen) an das Eisenbahnnetz angeschlossen. Mitte des 19. Jahrhunderts siedelten sich auch deutsche Siedler im Ort an und blieben bis zum Bevölkerungsaustausch 1940. Bedeutender für den Ort war die große jüdische Einwohnerschaft, den größten Anteil der Einwohner stellten aber damals wie heute die Huzulen.
Die Ortschaft gehörte 1888 zum Fideikommiss der hochadligen Familie Wassilko von Serecki, die dort ein Schloss als neuen Stammsitz erbauen ließ. Bereits zu Beginn seiner zweiten Amtszeit (1888–1891) sorgte der Landeshauptmann der Bukowina, Alexander Freiherr Wassilko von Serecki für den Beginn der Elektrifizierung von Czernowitz und Region. Sein Stammsitz Berhometh profitierte als einer der ersten Orte außerhalb der Hauptstadt davon. Er ließ auch die alte, von seinem Urgroßvater gleichen Namens erbaute St. Nikolauskirche 1889 abtragen, in Schipot (Șipotele pe Siret) wieder aufstellen und eine neue errichten. Alexanders Sohn Georg wurde Ehrenbürger von Berhometh am 6. Mai 1914.
Das Schloss der Grafen Wassilko wurde 1915 im Ersten Weltkrieg von russischen Truppen abgebrannt und nicht wieder aufgebaut.
Nach der Angliederung der Bukowina an das Königreich Rumänien am 27. November 1918 gehörte der Ort zum Bezirk Storojineț. Im Zuge der durch den Hitler-Stalin-Pakt ermöglichten Annexion der Nordbukowina am 28. Juni 1940 wurde er ein Teil der Ukrainischen SSR der Sowjetunion (dazwischen 1941–1944 wiederum zu Rumänien) und ist seit 1991 ein Teil der Ukraine. 1963 wurde sie zur Siedlung städtischen Typs erhoben und stellte nach 1945 ein bedeutendes Zentrum der ukrainischen Waldwirtschaft dar.
In der Siedlung gibt es heute ein Gymnasium, vier technische Schulen und ein Krankenhaus. Durch die Förderung des Tourismus sind zahlreiche Bars und Restaurants zu finden.
Der Ort trug seit 1940 den ukrainischen Namen Berhomet (Бергомет), am 7. September 1946 wurde es auf seinen heutigen Namen umbenannt.

## Verwaltungsgliederung
Am 12. Juni 2020 wurde die Siedlung zum Zentrum der neu gegründeten Siedlungsgemeinde Berehomet (Берегометська селищна громада/Berehometska selyschtschna hromada). Zu dieser zählen auch die 12 in der untenstehenden Tabelle aufgelistetenen Dörfer; bis dahin bildete sie zusammen mit dem Dorf Saritschtschja (Заріччя) die Siedlungsratsgemeinde Berehomet (Берегометська селищна рада/Berehometska selyschtschna rada) im Rajon Wyschnyzja.
Folgende Orte sind neben dem Hauptort Berehomet Teil der Gemeinde:
| Name                     | Name           | Name                               | Name                                  | Name               |
| ukrainisch transkribiert | ukrainisch     | russisch                           | rumänisch                             | deutsch            |
| ------------------------ | -------------- | ---------------------------------- | ------------------------------------- | ------------------ |
| Dolischnij Schepit       | Долішній Шепіт | Долишний Шепот (Dolischni Schepot) | Şipotele pe Siret, Şipotele Siretului | Schipoth           |
| Falkiw                   | Фальків        | Фальков (Falkow)                   | Falcău                                | Falkeu             |
| Leketschi                | Лекечі         | Лекечи                             | Lecheci                               | Lekecze            |
| Lopuschna                | Лопушна        | Лопушна                            | Lăpuşna                               | Lopuschna          |
| Lukawzi                  | Лукавці        | Лукавцы (Lukawzy)                  | Lucavăţ                               | Lukawetz am Sereth |
| Lypowany                 | Липовани       | Липованы (Lipowany)                | Lipoveni                              | Lipoweny           |
| Majdan                   | Майдан         | Майдан (Maidan)                    | Maidan-Lucavăţ                        | Lukawetz-Majdan    |
| Myhowe                   | Мигове         | Мигово (Migowo)                    | Mihova                                | Mihowa             |
| Saritschtschja           | Заріччя        | Заречье (Saretschje)               | Pe Sirete                             | -                  |
| Wachniwzi                | Вахнівці       | Вахновцы (Wachnowzy)               | Vahnăuți                              | Wachniewa          |
| Welyke                   | Велике         | Великое (Welikoje)                 | Mega                                  | Mega               |
| Wowtschynez              | Вовчинець      | Волчинец (Woltschinez)             | Volcineţ                              | Wolczynetz         |

## Persönlichkeiten
- Hariton Borodai (Харитон Архипович Бородай) (1913–1944), ukrainischer Dichter und Journalist
- Miroslava Schandro (Мирослава Іванівна Шандро) (1916–1983), ukrainische Ethnographin und Volkskundlerin, bekannt durch ihre Untersuchungen zu den Huzulen
- Alexander Freiherr Wassilko von Serecki (1827–1893), Fideikommissherr, erbliches Mitglied des Herrenhauses sowie Landeshauptmann des Kronlandes Herzogtum Bukowina
- Alexander Graf Wassilko von Serecki (1871–1920), K. u. K. Kämmerer, Kammervorsteher des Erzherzogs Heinrich Ferdinand Toscana und hochdekorierter K. u. K. Offizier
- Georg Graf Wassilko von Serecki (1864–1940), K. u. K. Kämmerer, Fideikommissherr, erbliches Mitglied des Herrenhauses sowie Landeshauptmann des Herzogtums Bukowina, Vizepräsident des Rumänischen Senats (1919)
- Nikolaus Ritter von Wassilko (1868–1924), österreichischer, später ukrainischer Politiker und Großgrundbesitzer rumänischer Herkunft

## Sehenswürdigkeiten
- Park des ehemaligen Schlosses Berhometh der Grafen Wassilko von Serecki (19. Jh.)
- Kirche St. Nikolaus (1889)
- Kirche St. Michael (19. Jh.)
- Kirche St. Iurie (19. Jh.)

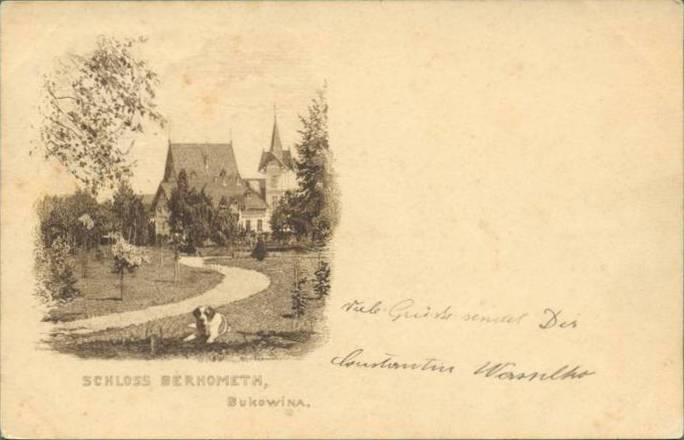
Schloss der Familie Wassilko von Serecki aus dem 19. Jahrhundert
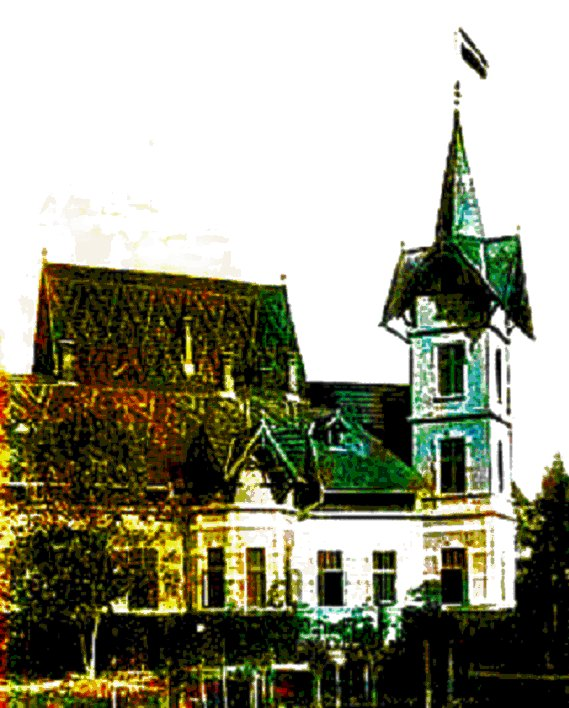
Schloss Berhometh Anno 1900 – 1
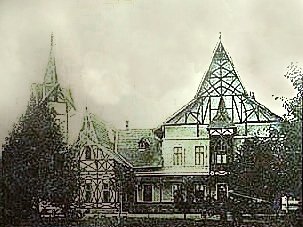
Schloss Berhometh – 2
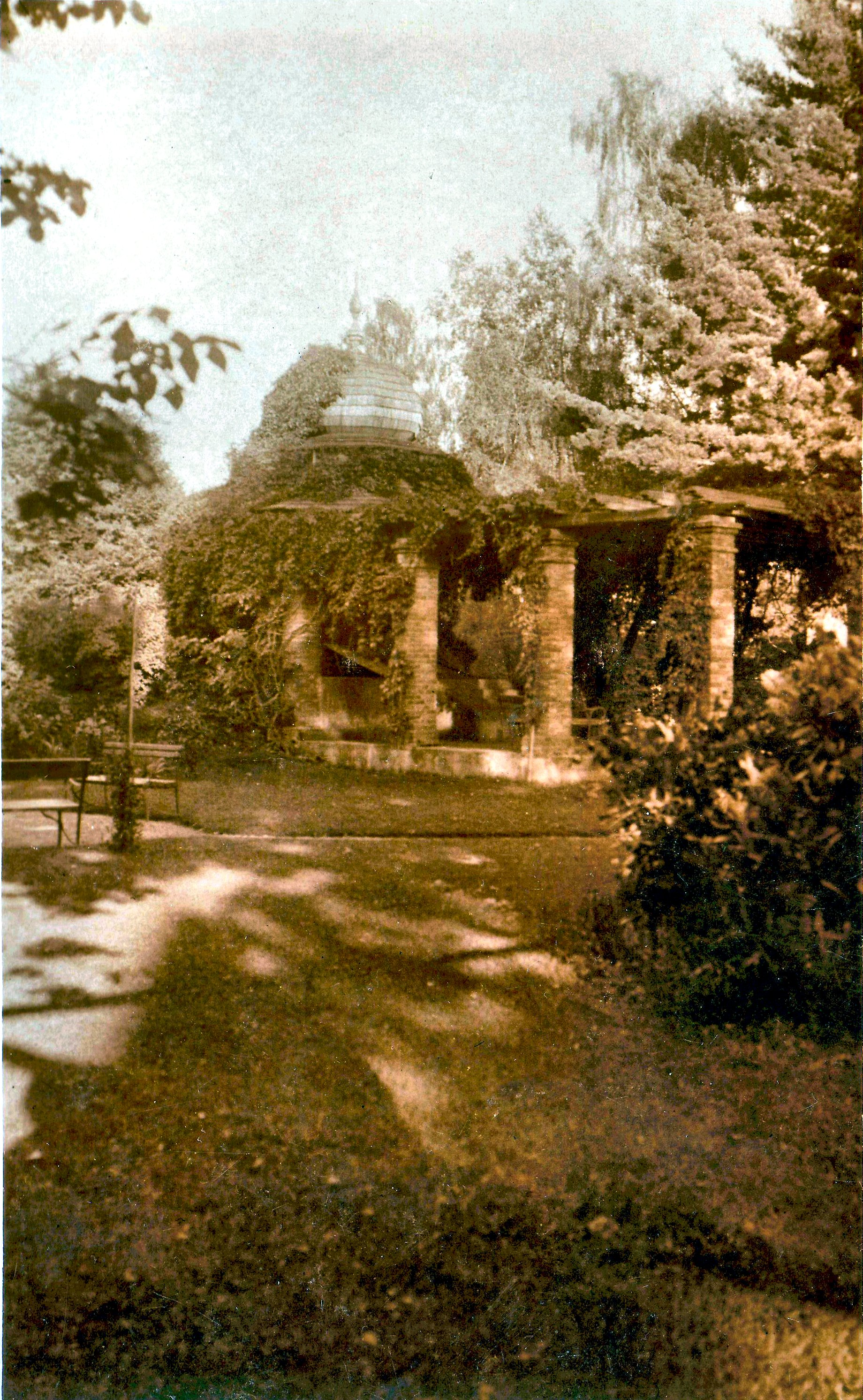
Schlosspark Berhometh 1
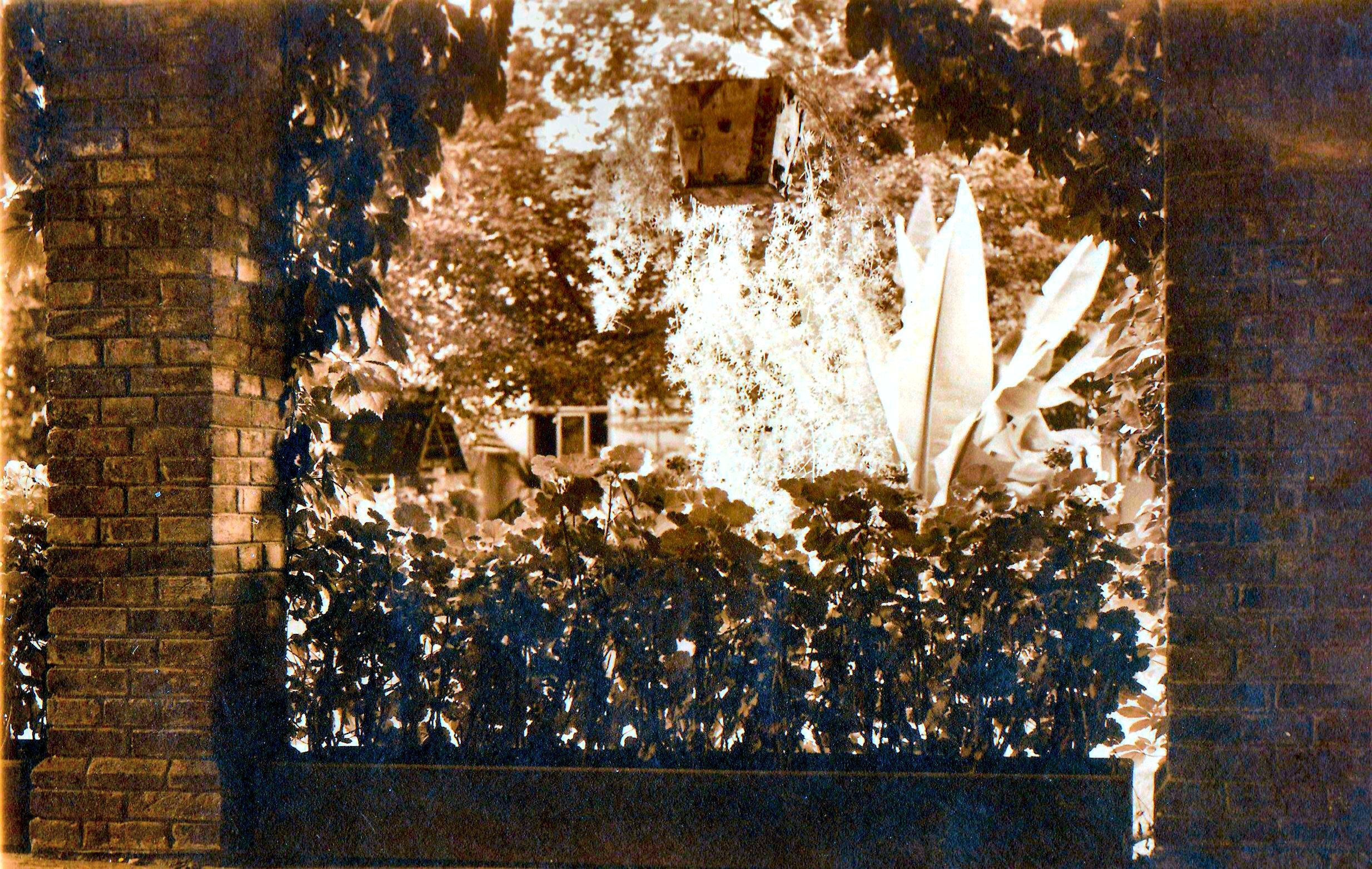
Schlosspark Berhometh 2
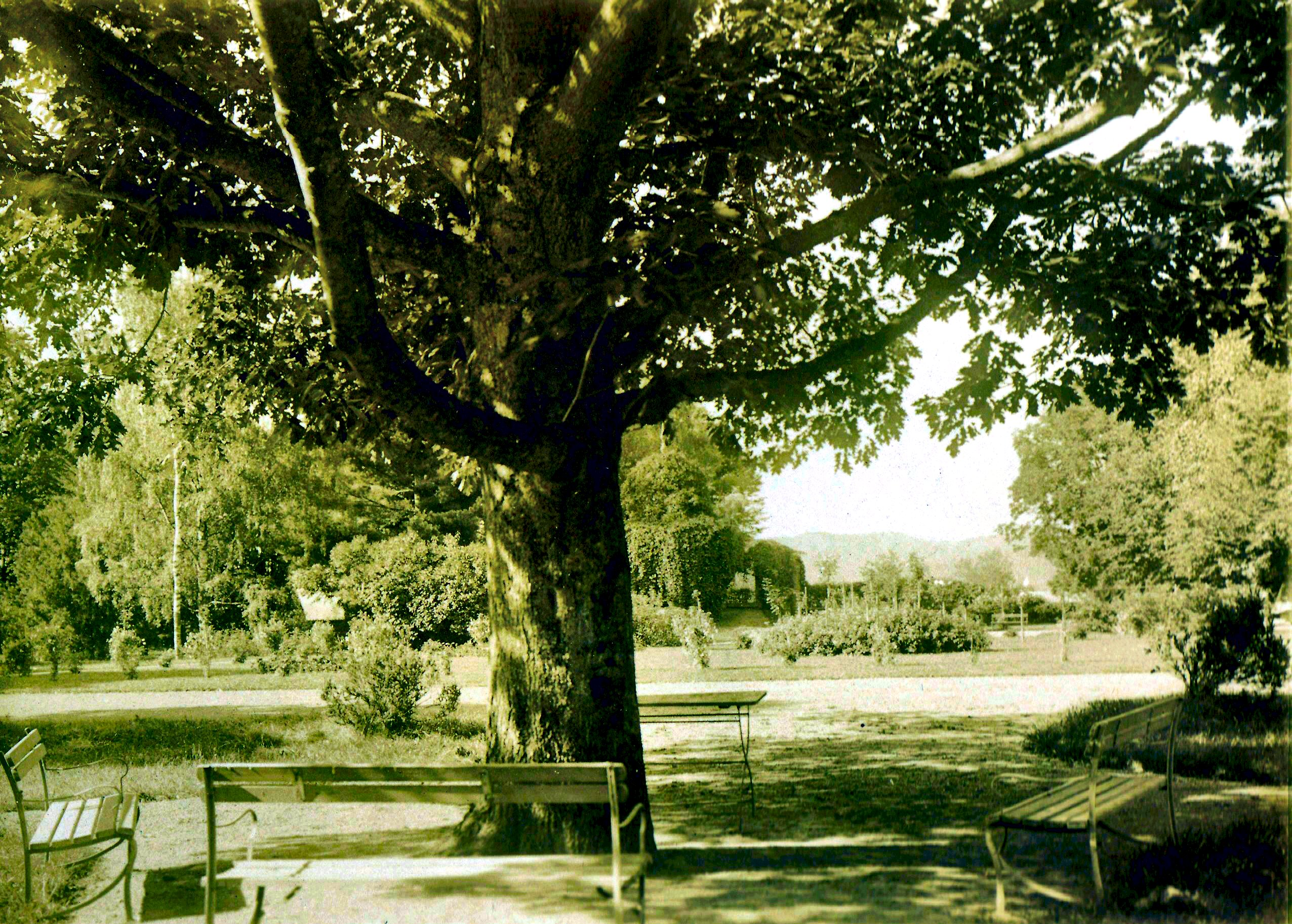
Schlosspark Berhometh 3
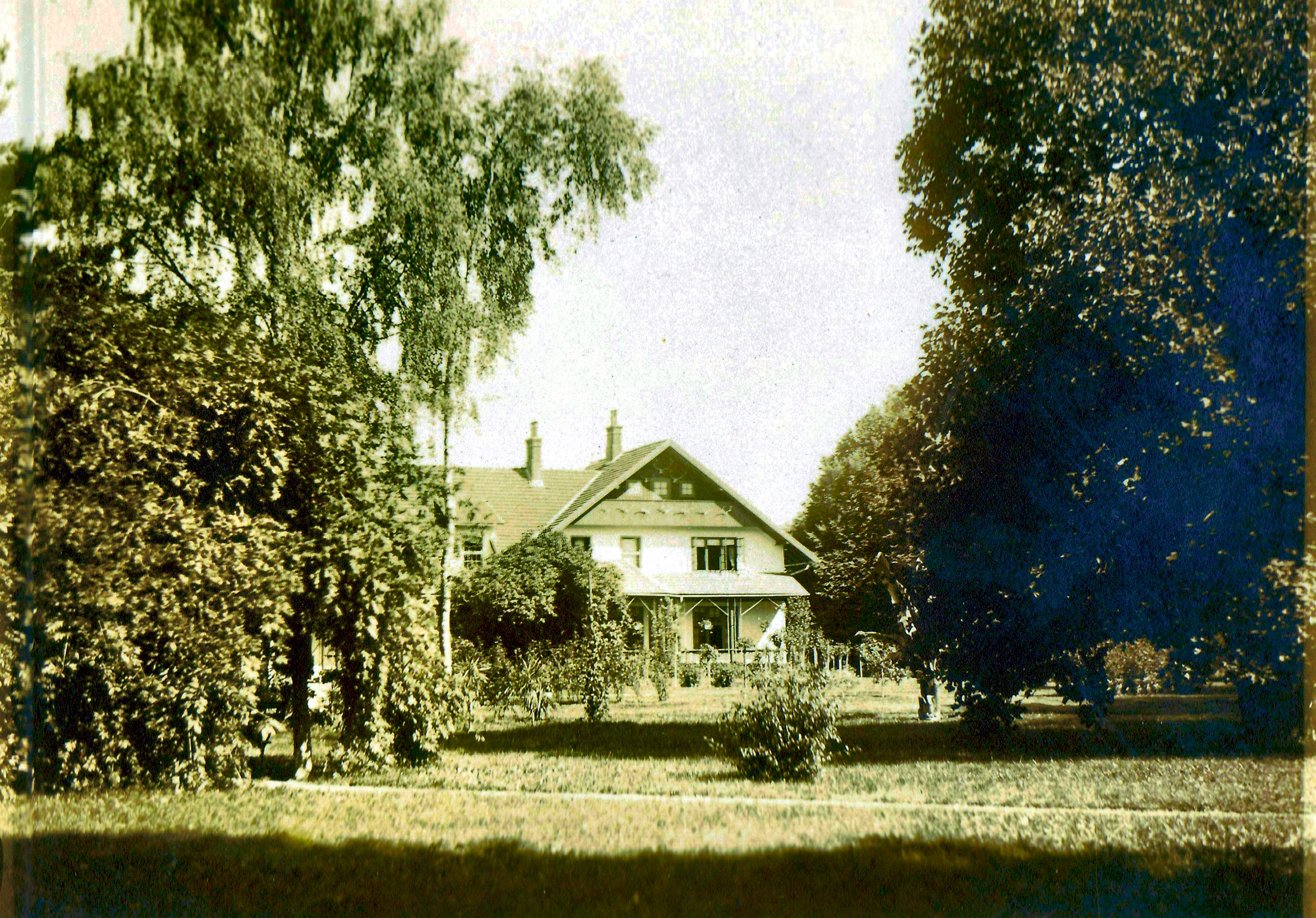
Schlosspark Berhometh 4
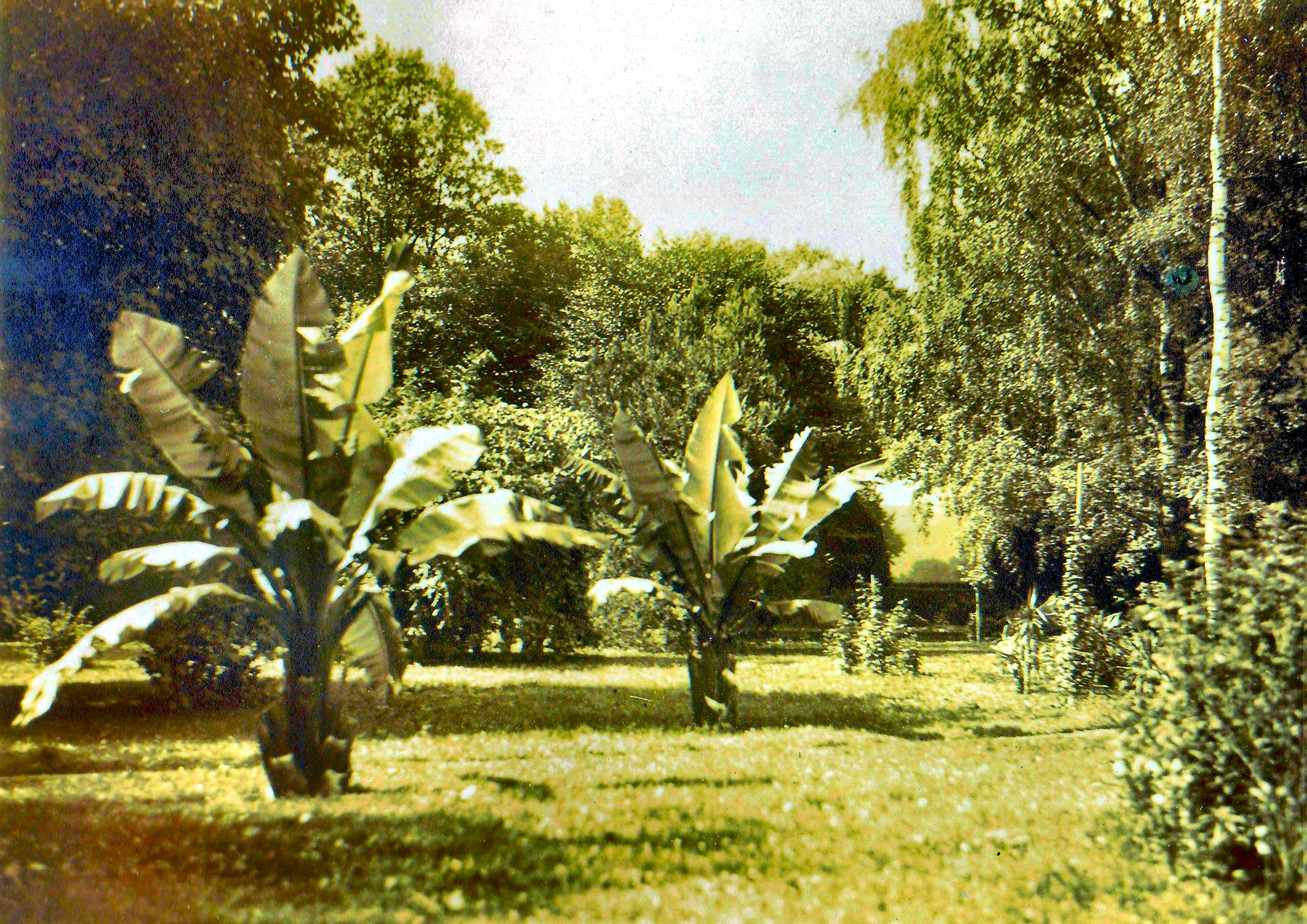
Schlosspark Berhometh 5